# Камене цркве у Иванову
Камене цркве у Иванову (буг. Ивановски скални църкви) су група цркава, капела, параклиса, келија и манастира уклесаних у стени у близини села Иваново у Бугарској, 18 km јужно од града Русе, на високој стеновитој обали кањона Русенског лома, 32 m изнад реке. Ове цркве су потпуно другачије од других манастирских комплекса у Бугарској. Комплекс је познат по изванредним и добро очуваним фрескама.
Цркве у Иванову се недељиви део од око стотину средњовековних цркава, манастира, скитова и одвојених отшелничких келија које су у периоду од Х-XIV века преплавиле долине реке Русенски Лом и њене притоке и прочуле се као бугарско духовно средиште.

## Историја
Калуђери су насељавали пећине у овом подручју од 13. до 17. века, у којима су дубили келије, цркве и капеле у чврстим стенама. На врхунцу живота манастира било је око 40 цркава, док је других грађевина било око 300, од којих многе нису сачуване до данас.
Цркве и друге грађевине образују велики манастир светог архангела Михаила. Њега је основао 20-их година XIII века монах Јоаким, који је касније изабран за првог трновског патријарха. У читавом периоду Другог бугарског царства манастир је одржавао трајне везе с царским двором у Трнову. Његови ктитори су били цареви Иван Асен II (1218-1241), Иван Александар (1331-1371) и други представници владајуће властеле, који су заступљени ктитирским портретима.
Манастирски комплекс дугује своју славу фрескама из 13. и 14. века, очуваним у пет цркава, које представљају изванредан пример бугарске средњовековне уметности.
Камене цркве Иванова налазе се на УНЕСКО-вој листи Светске баштине од 1979.